# David Herbert Lawrence
David Herbert Lawrence, obvykle zkracováno jako D. H. Lawrence (11. září 1885 v Eastwood, Nottinghamshire, střední Anglie – 2. března 1930 ve Vence, Francie), byl přední představitel anglického realismu v literatuře Během svého nedlouhého života napsal mnoho románů, povídek, básní, divadelních her, esejů a cestopisů. Jeho romány Synové a milenci (1913), Duha (1915) a Ženy milující (1920) z něj učinily jednoho z nejvlivnějších anglických spisovatelů 1. poloviny 20. století.
Lawrenceovy názory si vysloužily mnoho nepřátel a během druhé poloviny svého života snášel oficiální pronásledování, cenzuru a zkreslování své tvůrčí práce. Román Milenec lady Chatterelyové (1928) byl ve své době pokládán za kontroverzní, až pornografické dílo.
V době své smrti měl Lawrence veřejnou pověst autora pornografických románů, který promarnil svůj značný talent. Teprve v závěru 20. století byl přehodnocen jeho přínos pro světovou literaturu.

## Život

### Život v Anglii
Byl čtvrtým dítětem horníka Arthura Johna Lawrence a bývalé učitelky, která pracovala jako dělnice v továrně na výrobu krajek, aby pomohla živit rodinu. Dětství prožil v Eastwoodu, byl často nemocný a jeho matka přinesla značné oběti, aby mu umožnila získat vzdělání. Ve dvanácti letech získal stipendium a navštěvoval střední školu v nedalekém Nottinghamu. Ukončil ji v roce 1901 a tři měsíce pracoval jako úředník v továrně. Potom působil jako učitel na základní škole v Eastwoodu. Už v té době začal psát své první básně, povídky i nástin budoucího románu. V letech 1904–1908 absolvoval prezenční studium na Nottinghamské univerzitě a na podzim odjel do Londýna, kde vyučoval na Davidson Road School v Croydonu. Jeho přítelkyně Jessie Chambersová poslala vlivnému nakladateli Fordu Madoxovi Fordovi ukázky jeho literárních prací, který zveřejnil ve svém časopise povídku Vůně chryzantém (Odour of Chrysanthemums) a upozornil na jeho talent londýnského vydavatele Williama Heinemanna. Ten v roce 1911 publikoval Lawrencův první román Bílý páv (The White Peacock). Krátce na to zemřela na rakovinu jeho matka. V autobiografickém románu Synové a milenci (Sons and Lovers, 1913) je postava paní Morelové obrazem jeho puritánské matky a jejich vzájemného vztahu.

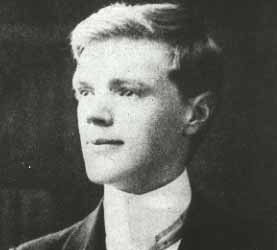
D.H.Lawrence v roce 1906

V roce 1912 vyšel jeho druhý román Provinilec (The Trespasser) a Lawrence přestal učit a stal se spisovatelem na plný úvazek. Napsal svou první divadelní hru Snacha (The Daughter-in-Law). O rok později vydal první svazek poezie Písně lásky a další (Love Poems and Others).
Lawrence se v Londýně stýkal s mnoha intelektuály a spisovateli jako Aldous Huxley, Bertrand Russell, T.S. Eliot nebo Ezra Pound, kteří pracovali pro literární časopis Egoista, v němž publikoval ukázky svých prací.
V jeho životě nastala velká změna, když se zamiloval do Friedy Weekleyové, o šest let starší vdané ženy, matky tří dětí. Frieda kvůli němu opustila rodinu, spolu se uchýlili do Německa a později do Itálie. Lawrence tam dokončil román Synové a milenci, který byl s úspěchem vydán v Anglii v roce 1913. Do Londýna se vrátili krátce před vypuknutím první světové války, Frieda dosáhla rozvodu a 13. července 1914 se vzali. Lawrence v té době měl rozpracované nové romány Duha (The Rainbow, 1915) a Milující ženy (Women in Love, 1920), které popisují život a nekonvenční vztahy mezi hlavními postavami. Témata a myšlenky obou románů zpochybňovaly obvyklé názory konformní společnosti na umění, politiku, ekonomický růst, pohlaví, sexuální zkušenosti, přátelství a manželství. Duha, vydaná v roce 1915, byla kritikou odsouzena pro její sexuální obsah a kvůli oplzlosti byla zakázána. Ve stejném roce vydal uznávanou sbírku povídek Pruský důstojník (The Prussian Officer). 
Během první světové války byli manželé Lawrencovi podezíráni kvůli antimilitaristickým názorům a Friedinu německému původu ze špionáže. Byli neustále pod dohledem orgánů ozbrojených sil, šikanováni a žili téměř v bídě. Toto pronásledování Lawrence později popsal v autobiografické kapitole románu Klokan (Kangaroo, 1923). Navzdory všemu se však Lawrenceovi podařilo v letech 1916 až 1919 vydat čtyři svazky poezie: Amores (1916), Podívejte! Obstáli jsme! (Look! We Have Come Through!,1919), Nové básně (New Poems, 1918) a Záliv: Kniha básní (Bay: A Book of Poems,1919). Napsal také cestopis Příšeří v Itálii (Twillight in Italy), který vyšel v roce 1916.

### Život v cizině
Bezprostředně po konci války se manželé rozhodli Anglii opustit a prakticky zbytek života strávili na cestách. Do Británie se Lawrence vrátil jen dvakrát. V listopadu 1919 cestovali po Itálii a Sicílii, podnikli krátké výlety na Sardinii, Monte Cassino, Maltu a pak se vydali na sever do Rakouska a Německa. O svých cestách psal Lawrence poutavé reportáže, je často považován za jednoho z nejlepších autorů cestopisů v angličtině. Mnoho míst se také objevuje v jeho románech, například Ztracená dívka (The lost Girl, 1920), za kterou získal cenu Jamese Taita Black Memorial za beletrii nebo Aaronův prut (Aaron's Rod, 1922). Psal také básně inspirované přírodou Ptáci, zvířata a květiny (Birds, Beasts and Flowers) a redigoval sérii povídek, které napsal během války a které byly vydány pod názvem Moje Anglie a jiné příběhy (My England and Other Stories).

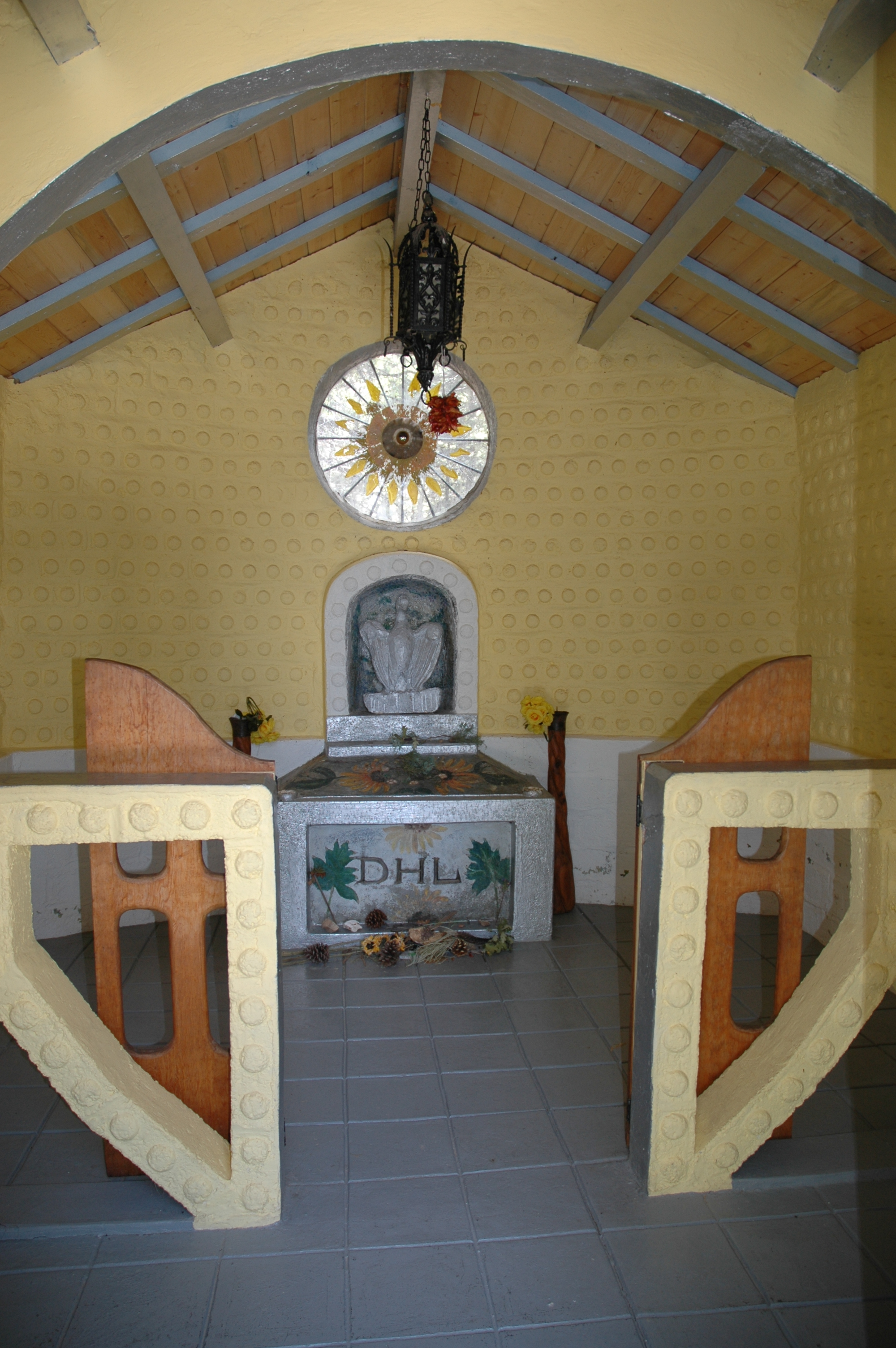
Interiér památníku D.H.Lawrence u ranče Taos v Novém Mexiku

V roce 1922 se vydali přes Cejlon a Austrálii do USA s úmyslem usadit se tam natrvalo. V Novém Mexiku vytvořili kolonii umělců na ranči Kiowa (nyní se nazývá DH Lawrence Ranch) blízko města Taos, který získali výměnou za rukopis románu Synové a milenci. Lawrence s manželkou zde zůstali dva roky. V průběhu pobytu ho navštívil Aldous Huxley. V tomto období Lawrence přepracoval a publikoval soubor kritických esejů Studie klasické americké literatury, které začal psát už v roce 1917. Kromě toho dokončil řadu nových beletristických prací: romány Chlapec v buši (The Boy in the Bush, 1924), Opeřený had (The Plumed Serpent,1926) , povídky a cestopisy. V březnu 1925 onemocněl tuberkulózou a postihl ho těžký záchvat malárie.
Manželé se vrátili do Evropy a usadili se ve vile nedaleko Florencie, protože špatné zdraví už mu nedovolovalo cestovat. Lawrence tam v roce 1928 dokončil román Milenec lady Chatterleyové (Lady Chatterley’s Lover), příběh o milostném vztahu mezi anglickou šlechtičnou a jejím hajným, v němž otevřeně popisuje jeho sexuální stránku. Kniha byla soukromě vydána v Itálii a v upravené a silně redukované podobě publikována v USA roku 1928. Vyvolala rozruch, pobouření a byla označována za nemravnou až pornografickou. V Anglii mohl být původní text zveřejněn až v roce 1960, po soudním procesu k novému zákonu o obscénních publikacích.
Kromě toho se věnoval studiu etruské historie, navštívil řadu archeologických nalezišť. Své poznatky zpracoval ve sbírce esejí, které byly vydány pod názvem Sketches of Etruscan places. Pokračoval také v psaní povídek. Posledním románem publikovaným za jeho života byl Muž, který zemřel (The Escaped Cock, 1929), neortodoxní zpracování příběhu vzkříšení Ježíše Krista, v němž vyložil svůj názor na křesťanství a klíčovou roli osvobozené sexuality. Přes zhoršující se zdravotní stav neúnavně pracoval. Napsal četné básně, recenze a eseje. Jeho posledním významným dílem byla úvaha o knize zjevení, Apokalypsa (1932). V posledních letech se věnoval také své velké zálibě, malování. V roce 1929 byly jeho obrazy vystaveny v galerii Warren v Londýně, kde vyvolaly velký rozruch. Na základě stížností bylo 13 z 25 obrazů zabaveno policií, protože byly označeny za obscénní a pohoršující. Byly mu vráceny s podmínkou, že už nikdy nebudou v Anglii vystaveny. Svůj názor na pornografii vysvětlil Lawrence ve dvou esejích z roku 1929: Úvod k vlastním obrazům a Pornografie a obscénnost. Chápal ji jako pokus pošpinit sex a degradovat lidské tělo, měl k ní odpor. Zdůraznil, že pornografie nespočívá v otevřeném zobrazení nahého lidského těla a erotických scén, ale v pokoutnosti a ve skrývání.
Zemřel na komplikace tuberkulózy 2. března 1930 ve francouzském Vence, kde se léčil a kde byl také pohřben. V roce 1935 manželka Frieda nechala exhumovat a zpopelnit jeho tělo. Popel byl převezen na ranč Taos v Novém Mexiku, kde byl uložen v malé kapli uprostřed hor.

## Dílo

### Próza
Psal experimentální prózu. V jeho díle objevíme instinkty, vášně, vztahy k přírodě a hlavně se zaměřoval na sexuální rovinu díla, na vztahy mezi muži a ženami. Zdůrazňoval nutnost návratu k citovému přirozenému životu a k instinktům jako východisko z krize mezilidských vztahů. Jeho zobrazení sexuality bylo ve své době vnímáno jako skandální a obscénní. Nejznámější Lawrencovy romány jsou Synové a milenci, Duha, Ženy milující a Milenec lady Chatterleyové.
Podobně jako jeho romány se i povídky zabývají především mezilidskými vztahy, velice často však bývají okořeněny jiskřivým humorem, komikou, satirou. Klíčovými postavami bývají ženy středního věku, jež při své složité psychice obtížně hledají pochopení okolí, a současně muži, kteří pro svou omezenost a samolibost, případně pohodlnost a nedostatečnou vnímavost takového pochopení nejsou schopni. Mezi jeho nejznámější povídky patří Kapitánova panenka, Liška, beruška, Vůně chryzantém, Princezna, Panna a cikán. V roce 1914 vyšla sbírka povídek Pruský důstojník a jiné příběhy, která se řadí mezi jeho nejlepší díla.

### Poezie
Lawrence napsal téměř 800 básní, většinou relativně krátkých. Jeho první básně byly napsány v roce 1904 a dvě z nich Staré sny (Dreams Old) a Rodící se sny (Dreams nascent) patřily k jeho nejčasnějším publikovaným dílům v časopise The English Review. Později se snažil zachytit emoce pomocí volného verše plného slovní kreativity a slovních hříček, originálních pozorování přírody a okolního světa. Některé jeho básně byly inspirovány přírodou, především ty ze sbírky Ptáci, zvířata a květiny. Přestože žil léta v cizině, jeho myšlenky často patřily Anglii. Jedenáct dní po jeho smrti byla publikována jeho poslední sbírka Kopřivy (Nettles), série hořkých, netradičních, ale často ironických útoků na morální klima Anglie.

### Divadelní hry
První divadelní hru V pátek v noci Colliera napsal v letech 1906–1909, další hru Snacha roku 1913. Obě byly uvedeny na jeviště až ve druhé polovině šedesátých let 20. století. Hra Ovdovění paní Holroydové (The Widowing of Mrs. Holroyd ) v revidované verzi z roku 1914 se hrála v USA v roce 1916 a ve Velké Británii v roce 1920 v ochotnickém divadle, v roku 1995 uvedla BBC její televizní adaptaci. Ke konci první světové války napsal hru Dotkni se a jdi (Touch and Go) a za pobytu v USA svou poslední hru David (1925).

### Ostatní próza
Nebeletristickou část jeho tvorby tvoří cestopisy, literárněkritické texty a eseje. Mezi nejznámější cestopisy patří Příšeří v Itálii (1916), Moře a Sardinie (1923) a Rána v Mexiku (1927).
V literárněkritických esejích se zabýval rozborem prací významných anglicky píšících autorů, jako byli Thomas Hardy, Walt Whitman, Herman Melville, Edgar Allan Poe a další. Lawrenceova kritika jiných autorů často poskytuje vhled do jeho vlastního myšlení a psaní. Za zmínku stojí zejména jeho Studie Thomase Hardyho a Studie klasické americké literatury.
Své úvahy o politických, duchovních, filozofických i společenských problémech formuloval kromě příležitostných esejů, jako např. Psychoanalýza a podvědomí (1921) nebo Pornografie a obscénnost (1929), také v dopisech, které po jeho smrti vydal Aldous Huxley roku 1932.